# Campionati del mondo di atletica leggera 2013 - Salto in alto maschile
La gara di salto in alto maschile si è svolta tra martedì 13 agosto e giovedì 15 agosto 2013.

## Podio
| Posizione | Atleta             | Nazione | Misura |
| --------- | ------------------ | ------- | ------ |
| Oro       | Bohdan Bondarenko  | Ucraina | 2,41 m |
| Argento   | Mutaz Essa Barshim | Qatar   | 2,38 m |
| Bronzo    | Derek Drouin       | Canada  | 2,38 m |

## Situazione pre-gara

### Record
Prima di questa competizione, il record del mondo (WR) e il record dei campionati (CR) erano i seguenti.
| Record                | Prestazione | Atleta                | Data                               | Competizione              |
| --------------------- | ----------- | --------------------- | ---------------------------------- | ------------------------- |
| Record mondiale       | 2,45 m      | Javier Sotomayor Cuba | 27 luglio 1993 Salamanca, Spagna   |                           |
| Record dei campionati | 2,40 m      | Javier Sotomayor Cuba | 22 agosto 1993 Stoccarda, Germania | Campionati del mondo 1993 |

### Campioni in carica
I campioni in carica, a livello mondiale e olimpico, erano:
| Campione | Atleta                     | Prestazione | Data                                   | Competizione               |
| -------- | -------------------------- | ----------- | -------------------------------------- | -------------------------- |
| Olimpico | Ivan Ukhov Russia          | 2,38 m      | 7 agosto 2012 Londra, Regno Unito      | Giochi della XXX Olimpiade |
| Mondiale | Jesse Williams Stati Uniti | 2,35 m      | 1º settembre 2011 Taegu, Corea del Sud | Campionati del mondo 2011  |

### La stagione
Prima di questa gara, gli atleti con le migliori tre prestazioni dell'anno erano:
| Pos. | Atleta                    | Prestazione | Data                                         |
| ---- | ------------------------- | ----------- | -------------------------------------------- |
| 1    | Bohdan Bondarenko Ucraina | 2,41 m      | 4 luglio 2013 Losanna, Svizzera              |
| 2    | Mutaz Essa Barshim Qatar  | 2,40 m      | 1º giugno 2013 Eugene, Stati Uniti d'America |
| 3    | Erik Kynard Stati Uniti   | 2,37 m      | 4 luglio 2013 Losanna, Svizzera              |

## Risultati
| LEGENDA: | NR | Record nazionale | PB | Primato personale | SB | Primato stagionale |

### Qualificazioni
Qualificazione: 2,31 m (Q) o le migliori 12 misure (q) avanzano alla finale.
| Pos. | Gruppo | Nome                   | Nazionalità | 2,17 | 2,22 | 2,26 | 2,29 | Misura | Note |
| ---- | ------ | ---------------------- | ----------- | ---- | ---- | ---- | ---- | ------ | ---- |
| 1    | A      | Robert Grabarz         | Regno Unito | o    | o    | o    | o    | 2,29   | q    |
| 1    | A      | Aleksandr Shustov      | Russia      | o    | o    | o    | o    | 2,29   | q    |
| 1    | B      | Bohdan Bondarenko      | Ucraina     | –    | o    | –    | o    | 2,29   | q    |
| 1    | B      | Ivan Ukhov             | Russia      | o    | o    | o    | o    | 2,29   | q    |
| 5    | A      | Donald Thomas          | Bahamas     | o    | o    | xxo  | o    | 2,29   | q    |
| 6    | A      | Mutaz Essa Barshim     | Qatar       | o    | o    | o    | xxo  | 2,29   | q    |
| 6    | B      | Zhang Guowei           | Cina        | o    | o    | o    | xxo  | 2,29   | q    |
| 8    | B      | Derek Drouin           | Canada      | o    | o    | xo   | xxo  | 2,29   | q    |
| 9    | B      | Ryan Ingraham          | Bahamas     | o    | o    | o    | xxx  | 2,26   | q    |
| 9    | A      | Konstadinos Baniotis   | Grecia      | o    | o    | o    | xR   | 2,26   | q    |
| 11   | A      | Erik Kynard            | Stati Uniti | o    | xo   | o    | xxx  | 2,26   | q    |
| 11   | A      | Kabelo Kgosiemang      | Botswana    | xo   | o    | o    | xxx  | 2,26   | q    |
| 13   | B      | Adónios Mástoras       | Grecia      | xxo  | o    | o    | xxx  | 2,26   |      |
| 14   | B      | Mickaël Hanany         | Francia     | o    | o    | xo   | xxx  | 2,26   |      |
| 14   | A      | Jaroslav Bába          | Rep. Ceca   | o    | o    | xo   | xxx  | 2,26   |      |
| 16   | A      | Mihai Donisan          | Romania     | o    | xo   | xo   | xxx  | 2,26   |      |
| 16   | B      | Dusty Jonas            | Stati Uniti | xo   | o    | xo   | xxx  | 2,26   |      |
| 16   | B      | Silvano Chesani        | Italia      | xo   | o    | xo   | xxx  | 2,26   |      |
| 19   | B      | Yuriy Krymarenko       | Ucraina     | o    | o    | xxx  |      | 2,22   |      |
| 19   | A      | Wang Yu                | Cina        | o    | o    | xxx  |      | 2,22   |      |
| 21   | B      | Majd Eddin Ghazal      | Siria       | xo   | o    | xxx  |      | 2,22   | SB   |
| 22   | B      | Edgar Rivera           | Messico     | o    | xo   | xxx  |      | 2,22   |      |
| 23   | B      | Jesse Williams         | Stati Uniti | o    | xxo  | xxx  |      | 2,22   |      |
| 23   | A      | Andriy Protsenko       | Ucraina     | o    | xxo  | xxx  |      | 2,22   |      |
| 25   | A      | Rožle Prezelj          | Slovenia    | o    | xxx  |      |      | 2,17   |      |
| 25   | A      | Michael Mason          | Canada      | o    | xxx  |      |      | 2,17   |      |
| 25   | A      | Douwe Amels            | Paesi Bassi | o    | xxx  |      |      | 2,17   |      |
| 25   | A      | Diego Ferrín           | Ecuador     | o    | xR   |      |      | 2,17   |      |
| 25   | B      | Ali Mohd Younes Idriss | Sudan       | o    | xxx  |      |      | 2,17   |      |
| 25   | B      | Aleksey Dmitrik        | Russia      | o    | xxx  |      |      | 2,17   |      |
| 25   | B      | Szymon Kiecana         | Polonia     | o    | xxx  |      |      | 2,17   |      |
| 25   | B      | Brandon Starc          | Australia   | o    | xxx  |      |      | 2,17   |      |
|      | A      | Bi Xiaoliang           | Cina        | xxx  |      |      |      | NM     |      |
|      | A      | Keith Moffatt          | Stati Uniti | xxx  |      |      |      | NM     |      |

### Finale
| Pos. | Nome                 | Nazionalità | 2,20 | 2,25 | 2,29 | 2,32 | 2,35 | 2,38 | 2.,41 | 2,44 | 2,46 | Misura | Note    |
| ---- | -------------------- | ----------- | ---- | ---- | ---- | ---- | ---- | ---- | ----- | ---- | ---- | ------ | ------- |
|      | Bohdan Bondarenko    | Ucraina     | –    | –    | o    | –    | o    | –    | xo    | –    | xxx  | 2,41   | CR, =NR |
|      | Mutaz Essa Barshim   | Qatar       | o    | o    | o    | xo   | o    | o    | x-    | xx   |      | 2,38   |         |
|      | Derek Drouin         | Canada      | o    | o    | o    | o    | o    | xo   | xxx   |      |      | 2,38   | NR      |
| 4    | Ivan Ukhov           | Russia      | o    | o    | o    | o    | o    | xxx  |       |      |      | 2,35   | SB      |
| 5    | Erik Kynard          | Stati Uniti | o    | o    | o    | xo   | xxx  |      |       |      |      | 2,32   |         |
| 6    | Donald Thomas        | Bahamas     | xo   | o    | o    | xo   | –    | xxx  |       |      |      | 2,32   | SB      |
| 7    | Aleksandr Shustov    | Russia      | o    | o    | xo   | xxo  | xxx  |      |       |      |      | 2,32   | SB      |
| 8    | Robert Grabarz       | Regno Unito | o    | o    | xo   | xxx  |      |      |       |      |      | 2,29   |         |
| 9    | Zhang Guowei         | Cina        | o    | xxo  | xo   | xxx  |      |      |       |      |      | 2,29   |         |
| 10   | Kabelo Kgosiemang    | Botswana    | o    | o    | xxx  |      |      |      |       |      |      | 2,25   |         |
| 10   | Ryan Ingraham        | Bahamas     | o    | o    | xxx  |      |      |      |       |      |      | 2,25   |         |
| 10   | Konstadinos Baniotis | Grecia      | o    | o    | xxx  |      |      |      |       |      |      | 2,25   |         |